# Ротар Василь Якович
Ротар Василь Якович (09.03.1921 — 26.06.1988) — Герой Соціалістичної Праці.

## Біографія
Народився 9 березня 1921 року в селі Коболчин, нині Сокирянського району Чернівецької області у великій селянській родині Якова Ротаря, у якій було восьмеро дітей: Іфтина, Федір, Василь, Прокіп, Іван, Петро, Олена і Семен. У 1940 році, коли Північна Буковина і Хотинський повіт Бессарабії були приєднанні до України, юнак подався у Ростовську область, де працював відбійником у шахті міста Шахтинськ. На початку Великої Вітчизняної війни разом зі своїми колегами-шахтарями був мобілізований на фронт. Біля м. Керч його саперна група потрапила в полон і 17 місяців пробув у таборі військовополонених поки не вдалося втекти. Влітку 1942 року добрався до рідного села, яке було окуповане румунськими військами. У березні 1944 року Сокирянський район був звільнений військами Червоної Армії і В. Я. Ротар знову був мобілізований на фронт. Для рядового кулеметника останній бій стався під Ригою 16 вересня 1944 року, де, отримавши 17 осколкових поранень, потрапив до госпіталю і лише після Перемоги зміг викинути милиці.
Зразу ж по поверненню додому молодого фронтовика було обрано секретарем комсомольської організації села Коболчин, відтак рекомендовано в Сокирянський райком комсомолу на посаду інструктора. У 1948 році збори колгоспників обрали Василя Яковича завідувачем господарства, а в лютому 1956 року став головою колгоспу «Ленінський шлях» і майже три десятки років пропрацював на цій посаді, зробивши господарство одним з найкращих в області. Колгосп декілька разів був учасником Виставки досягнень народного господарства (ВДНХ) у Москві. А В. Я. Ротар 6 квітня 1966 року удостоєний звання Героя Соціалістичної Праці. Грамоту, золоту зірку Героя та орден Леніна йому вручила заступник Голови Президії Верховної Ради СРСР і Голова Президії Верховної Ради Узбецької РСР Ядгар Садиківна Насреддінова. Помер В. Я. Ротар 26 червня 1988 року, похований у рідному селі.

## Відзнаки, нагороди
- Герой Соціалістичної Праці.
- Почесна Грамота Президії Верховної Ради СРСР.
- Золота медаль «Серп і Молот» (1966).
- Орден Леніна (1966).
- Орден Леніна.
- Орден Трудового Червоного Прапора.
- Золота медаль ВДНХ.
- Знак «Відмінник санітарної оборони СРСР».
- Знак Відмінник охорони здоров'я СРСР".